# Śabarimala

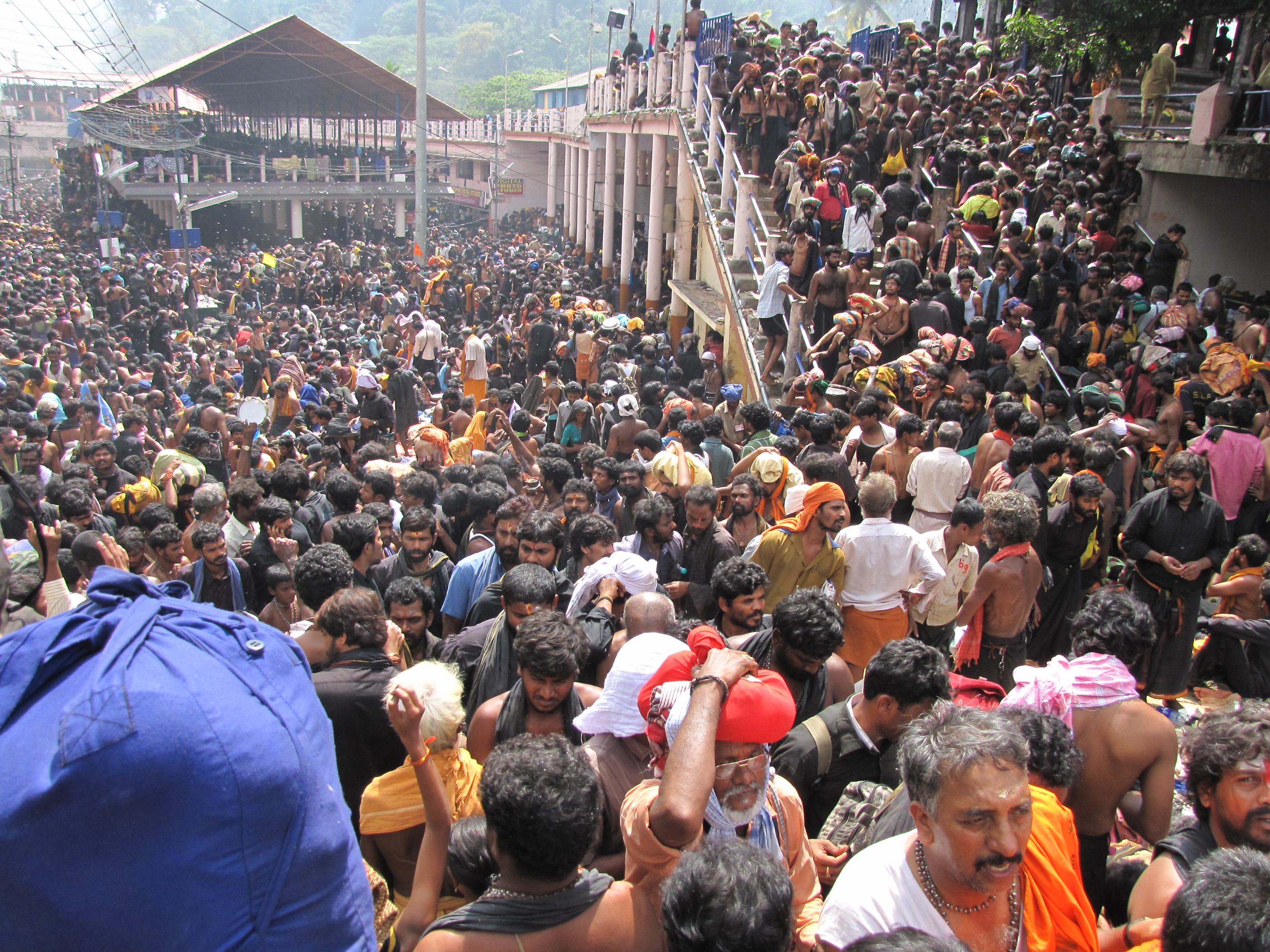
La folla dei pellegrini presso il tempio di Ayyappan

Il nome malayalam Śabarimala (ശബരിമല), o quello tamil Jhabharimalai (சபரிமலை) indicano una località meta di pellegrinaggi per la religione induista e più precisamente un'area collinare situata nel distretto di Pathanamthitta nella catena montuosa dei Ghati occidentali, nello stato indiano del Kerala.
Śabarimala è ritenuta la località in cui Ayyappan, una delle principali divinità induiste, meditò dopo aver ucciso la potente demone Mahishi. Il tempio di Ayyappan è situato sulla sommità di una collina circondato da altre colline ricoperte di rigogliose foreste. Il tutto è localizzato ai piedi di una zona montuosa.

## Tragedia del 14 gennaio 2011
Dopo l'apparizione del Makara Jyothi (Luce celestiale), considerata fonte di benefica forza divina, quasi tutti i pellegrini hanno abbandonato il tempio ed alcune migliaia si erano radunati a Pulumedu, una foresta a circa 30 chilometri da Sabarimala; verso le 20:30 un automezzo si è rovesciato su di un gruppo di persone, schiacciandole e causando una fuga in massa. Le vittime sono state 104.